# ايرين غراندي
ايرين غراندي (بالإيطالية: Irene Grandi)‏ هي مغنية مؤلفة ومقدمة تلفزيونية ومغنية وممثلة إيطالية، ولدت في 6 ديسمبر 1969 في إيطاليا.

## وصلات خارجية
- ايرين غراندي على موقع IMDb (الإنجليزية)
- ايرين غراندي على موقع ألو سيني (الفرنسية)
- ايرين غراندي على موقع ميوزك برينز (الإنجليزية)
- ايرين غراندي على موقع أول موفي (الإنجليزية)
- ايرين غراندي على موقع أول ميوزيك (الإنجليزية)
- ايرين غراندي على موقع ديسكوغز (الإنجليزية)
- ايرين غراندي على موقع قاعدة بيانات الفيلم (الإنجليزية)
- ايرين غراندي على موقع كينوبويسك (الروسية)